# کریچتون (دژ)
کریچتون (انگلیسی: Crichton Castle) قلعه‌ای است ویران در میدلودین واقع در اسکاتلند.